# Nemesia albicomis
Nemesia albicomis är en spindelart som beskrevs av Simon 1914. Nemesia albicomis ingår i släktet Nemesia och familjen Nemesiidae. Inga underarter finns listade i Catalogue of Life.